# Scottie Upshall
Scott Upshall (* 7. Oktober 1983 in Fort McMurray, Alberta) ist ein ehemaliger kanadischer Eishockeyspieler, der im Verlauf seiner aktiven Karriere von 2000 bis 2018 unter anderem 813 Spiele für die Nashville Predators, Philadelphia Flyers, Phoenix Coyotes, Columbus Blue Jackets, Florida Panthers und St. Louis Blues in der National Hockey League auf der Position des linken Flügelstürmers bestritten hat. Auf Vereinsebene feierte Upshall mit dem Gewinn des Calder Cups der American Hockey League im Jahr 2004 in Diensten der Milwaukee Admirals seinen größten Karriereerfolg, während er bei der Weltmeisterschaft 2009 im Trikot der kanadischen Nationalmannschaft die Silbermedaille gewann.

## Karriere
Der 1,83 m große rechte Flügelstürmer begann seine Karriere in der Alberta Junior Hockey League bei den McMurray Oil Barons sowie bei den Kamloops Blazers in der Western Hockey League, bevor er beim NHL Entry Draft 2002 als Gesamtsechster in der ersten Runde von den Nashville Predators aus der National Hockey League ausgewählt wurde.
Da sich die Blazers schon früh aus den Play-offs der WHL verabschiedet hatten, absolvierte der Linksschütze am 27. April 2003 – also noch während der Saison 2002/03 – sein erstes NHL-Spiel für die Predators gegen die San Jose Sharks. Während seiner gesamten Zeit in Nashville kam Upshall auch immer wieder beim Farmteam der Predators, den Milwaukee Admirals, in der American Hockey League zum Einsatz. Mit den Admirals gewann er 2004 den Calder Cup, die Meisterschaft der AHL, obwohl er große Teile der Spielzeit aufgrund einer Knieverletzung verpasst hatte. Nachdem die Nashville Predators in der Saison 2005/06 sehr früh aus den NHL-Playoffs ausgeschieden waren, erreichte er mit den Admirals erneut das Calder-Cup-Finale, diesmal scheiterte man jedoch mit zwei zu vier Spielen an den Hershey Bears.
In die folgende Spielzeit startete Upshall als Spieler im Stammkader der Predators, eine Leistenverletzung warf ihn allerdings schon sehr früh zurück, sodass er nach seiner Genesung wieder nur für die Admirals auf dem Eis stand. Am 15. Februar 2007 wurde der Kanadier zusammen mit Ryan Parent sowie je einem Erstrunden- und Drittrunden-Wahlrecht im NHL Entry Draft 2007 im Tausch gegen den Schweden Peter Forsberg zu den Philadelphia Flyers transferiert. Schon bei seinem Debüt gegen die New York Rangers am 17. Februar erzielte er sein erstes Tor für die Flyers, das zweite folgte zwei Tage später im Spiel gegen die Boston Bruins. Der Stürmer blieb zwei Jahre lang in Philadelphia und wurde im Rahmen der Trade Deadline im März 2009 mit einem Zweitrunden-Wahlrecht im NHL Entry Draft 2011 gegen Daniel Carcillo zu den Phoenix Coyotes getauscht.
Auch in Diensten der Coyotes spielte der Kanadier fast genau zwei Jahre, da er am 28. Februar 2011 – erneut kurz vor der Trade Deadline – zusammen mit Sami Lepistö gegen Rostislav Klesla und Dane Byers zu den Columbus Blue Jackets transferiert wurde. Dort erfüllte er seinen im Sommer auslaufenden Vertrag. Am 1. Juli 2011 wurde der Free Agent von den Florida Panthers unter Vertrag genommen und spielte dort die folgenden vier Jahre. Nachdem sein Vertrag nach der Saison 2014/15 nicht verlängert worden war, schloss er sich im September 2015 probeweise (professional tryout contract) den St. Louis Blues an. Nach der Saisonvorbereitung unterzeichnete der Kanadier dort einen festen Einjahresvertrag, der im folgenden Sommer um ein weiteres Jahr verlängert wurde. Im September 2017 landete er über einen erneuten Probevertrag zunächst bei den Vancouver Canucks, wurde aber Ende September erneut von St. Louis weiter verpflichtet. Am Ende der Saison 2017/18 wurde sein Vertrag abermals nicht verlängert.
Nachdem er in der Saison 2018/19 vereinslos gewesen war, unterzeichnete Upshall im November 2019 einen vorläufigen Vertrag beim HC Ambrì-Piotta in der Schweizer National League. Dieser wurde nach dem Jahreswechsel nicht verlängert, ehe der Kanadier im Februar 2020 das offizielle Ende seiner aktiven Karriere verkündete.

### International
Scottie Upshall spielte sowohl für die kanadische U18- als auch für die U20-Nationalmannschaft, mit letzterer gewann er bei den Weltmeisterschaften 2002 und 2003 jeweils die Silbermedaille. Darüber hinaus vertrat er sein Heimatland bei der Weltmeisterschaft 2009, wo er ebenfalls die Silbermedaille gewann.

## Erfolge und Auszeichnungen
| - 2001 WHL All-Rookie Team - 2001 Jim Piggott Memorial Trophy - 2001 CHL All-Rookie Team - 2001 CHL Rookie of the Year | - 2002 Teilnahme am CHL Top Prospects Game - 2002 WHL West Second All-Star Team - 2004 Calder-Cup-Gewinn mit den Milwaukee Admirals - 2019 Spengler-Cup-Gewinn mit dem Team Canada |

### International
| - 2000 Bronzemedaille bei der World U-17 Hockey Challenge - 2002 Silbermedaille bei der U20-Junioren-Weltmeisterschaft - 2003 Silbermedaille bei der U20-Junioren-Weltmeisterschaft | - 2003 All-Star-Team der U20-Junioren-Weltmeisterschaft - 2009 Silbermedaille bei der Weltmeisterschaft |

## Karrierestatistik

### International
Vertrat Kanada bei:
- World U-17 Hockey Challenge 2000
- U20-Junioren-Weltmeisterschaft 2002
- U20-Junioren-Weltmeisterschaft 2003
- Weltmeisterschaft 2009

(Legende zur Spielerstatistik: Sp oder GP = absolvierte Spiele; T oder G = erzielte Tore; V oder A = erzielte Assists; Pkt oder Pts = erzielte Scorerpunkte; SM oder PIM = erhaltene Strafminuten; +/− = Plus/Minus-Bilanz; PP = erzielte Überzahltore; SH = erzielte Unterzahltore; GW = erzielte Siegtore; 1 Play-downs/Relegation; Kursiv: Statistik nicht vollständig)